# إتيان بيكر
إتيان بيكر (بالفرنسية: Étienne Becker)‏ هو مصور سينمائي فرنسي، ولد في 1 مايو 1936 في باريس في فرنسا، وتوفي بنفس المكان في 11 ديسمبر 1995.

## وصلات خارجية
- إتيان بيكر على موقع IMDb (الإنجليزية)
- إتيان بيكر على موقع ألو سيني (الفرنسية)
- إتيان بيكر على موقع أول موفي (الإنجليزية)
- إتيان بيكر على موقع قاعدة بيانات الأفلام السويدية (السويدية)
- إتيان بيكر على موقع قاعدة بيانات الفيلم (الإنجليزية)
- إتيان بيكر على موقع كينوبويسك (الروسية)